# Давид Тиберій (співімператор)
Тиберій (*Τιβέριος, 7 листопада 630  —14 вересня 641) — візантійський імператор у 641 році.

## Життєпис
Походив з Іраклонської династії. Син імператора Іраклія від його другої дружини та небоги Мартини. Народився у 630 році в Константинополі. Отримав ім'я Давида. У 638 році отримав від батька титул цезаря.
У 641 році після смерті імператора Іраклія Мартина стає регентшею при рідному браті Давида — Іраклоні, й зведеному — Костянтині III. Після смерті останнього у травні того ж року за підтримки матері стає співімператором старшого брата Іраклона. При цьому змінив ім'я на Тиберій.
Втім повстання Валентина в Малій Азії змусило сенат оголосити імператором сина Костянтина III — Іраклія, що прийняв ім'я Константа II. 14 вересня 641 року відбулося повстання, яке ініцювали сенатські партії. В результаті Іраколон та Тиберія було повалено. Мати Тиберія було відрізано язика, а Іраклонові — носа. Тиберія ж вбито разом з іншим братом — цезарем Марином.